# Chi barré
Le chi barré, ꭓ, est une lettre additionnelle utilisée dans la transcription phonétique du Vivaio Acustico delle Lingue e dei Dialetti d’Italia (Vivier acoustique des langues et dialectes d’Italie). Elle est composée d’un chi diacrité d’une barre inscrite.

## Utilisation
Dans la transcription phonétique du Vivaio Acustico delle Lingue e dei Dialetti d’Italia (VIVALDI), le chi barré ‹ ꭓ › est utilisé pour représenter un consonne fricative uvulaire sourde, notée [χ] avec l’alphabet phonétique international (API), le chi ‹ ꭓ › représentant la consonne fricative palatale sourde dans VIVALDI, notée [ç] avec l’API.

## Représentation informatique
Le chi barré n’a pas de représentation informatique standardisée. Il peut être présenté à l’aide d’un caractère non standard, à l’aide de formatage sur la lettre grecque χ ‹ χ › ou la lettre latine ꭓ ‹ ꭓ › ou avec un de ces caractères combiné avec une diacritique barre courte couvrante, ‹ χ̵ › ou ‹ ꭓ̵ ›, ou un diacritique barre longue couvrante, ‹ χ̶ › ou ‹ ꭓ̶ ›.